# Efalizumab
Efalizumab (łac. efalizumabum) – humanizowane przeciwciało monoklonalne klasy IgG1/к, wytwarzane metodą inżynierii genetycznej w komórkach jajnika chomika chińskiego, które było stosowane w leczeniu łuszczycy.

## Budowa i mechanizm działania
Efalizumab jest przeciwciałem skierowanym przeciw podjednostce CD11a cząsteczki adhezyjnej LFA-1, znajdującej się na limfocytach T oraz B, zapobiegając wiązaniu się z białkami adhezyjnymi na komórkach śródbłonka oraz keratynocytach w skórze. Zapobiega to migracji limfocytów B i T do skóry. Efalizumab może powodować, w wyniku reaktywacji latentnego poliomawirusa JC, wystąpienie postępującej leukoencefalopatii wieloogniskowej u około 1:500 pacjentów.

## Zastosowanie
- umiarkowana lub ciężka przewlekła łuszczyca plackowata, u dorosłych pacjentów, którzy przestali reagować na leczenie lub mają do niego przeciwwskazania, lub nie tolerują innych terapii ogólnoustrojowych zawierających cyklosporynę, metotreksat lub też fotochemioterapię (Europa)[2]
- umiarkowana lub ciężka przewlekła łuszczyca plackowata, u dorosłych pacjentów, którzy kwalifikują się do terapii ogólnoustrojowych lub fotochemioterapii (USA)[1]

Efalizumab był stosowany w latach 2003–2009 i został wycofany przez producenta w wyniku pojawienia się doniesień o związku jego stosowania z postępującą leukoencefalopatią wieloogniskową u pacjentów.

## Działania uboczne
Efalizumab powoduje następujące działania uboczne u ponad 10% pacjentów: leukocytozę, limfocytozę oraz objawy grypopodobne, które zwykle związane były z pierwszą dawką i ustępowały po trzeciej dawce leku.